# Marie Detruyer
Marie Detruyer (13 gennaio 2004) è una calciatrice belga, attaccante e centrocampista dell'Inter e della nazionale belga.

## Carriera

### Club
Il 21 giugno 2024, viene ufficializzato il suo passaggio a titolo definitivo all'Inter, in Serie A, con cui firma un contratto triennale, valido a partire dal 1º giugno seguente.

### Nazionale
Detruyer inizia ad essere convocata dalla Federcalcio belga dal 2019, inizialmente chiamata nella formazione under 15 nella doppia amichevole del 16 e 18 aprile con le pari età dell'Inghilterra e dove la sua nazionale riesce, grazie alla sua rete siglata al debutto, a riequilibrare il risultato concludendo su 2-2 la prima delle due sfide.
Quello stesso anno viene selezionata per vestire la maglia dell'under 17 impegnata nelle qualificazioni all'Europeo di Svezia 2020, tuttavia dopo aver collezionato tre presenze nella prima fase e aver contribuito al passaggio del turno chiudendo il gruppo 1 al secondo posto, le misure di prevenzione al dilagare della pandemia di COVID-19 in Europa costringe la UEFA ad annullare la successiva fase élite e la fase finale. Stessa sorte viene decisa per l'Europeo 2020 destinato alle formazioni under 19, decisione che riguarderà anche le successive edizioni 2021 per entrambe le categorie d'età e che precludono anche a Detruyer il confronto in ambito internazionale.
La prima convocazione in nazionale maggiore arriva nell'estate 2021, quando il commissario tecnico Ives Serneels la chiama in occasione dell'amichevole del 12 giugno con il Lussemburgo, e dove scende in campo da titolare venendo poi sostituita al 68' da Janice Cayman quando l'incontro era a favore delle belghe per 1-0. Dopo una seconda presenza, maturata sempre in amichevole nel 2022, Serneels decide di concederle maggiore fiducia inserendola in rosa con la squadra che disputa l'edizione 2023 della Arnold Clark Cup. In quell'occasione sigla anche la sua prima rete "senior", quella che, nella prima delle tre partite previste dal format del torneo, al 16' apre le marcature dell'incontro vinto con l'Italia 2-1, scendendo in campo anche negli altri due incontri dove la sua nazionale perde pesantemente solo con l'Inghilterra (6-1) classificandosi così al secondo posto. La sua brillante prestazione viene anche sottolineata da un comunicato della federazione che la cita, assieme all'attaccante Jill Janssens, come giocatrice su cui puntare per le Red Flames del futuro.
Ceduta nuovamente all'under 19 per quell'estate, chiamata in rosa per disputare l'Europeo di categoria 2023 per quell'anno giocato in Belgio, scende in campo in tutti i tre incontri del gruppo A, tuttavia la sua nazionale con due sconfitte e un unico pareggio, 3-3 con l'Austria dove Detruyer sigla la rete che fissa il risultato, viene eliminata già alla fase a gironi. L'impegno gli preclude la disponibilità per il Mondiale di Australia e Nuova Zelanda 2023, tuttavia ritorna a disposizione di Serneels per la prima edizione della UEFA Women's Nations League, premiando la rinnovata fiducia del ct belga andando nuovamente a segno rimontando il momentaneo vantaggio dei Paesi Bassi nel primo degli incontri del gruppo 1 della Lega A, terminato con la vittoria per 2-1 per la sua nazionale.
Nel frattempo con l'under 19 disputa anche le qualificazioni all'Europeo di Lituania 2024, rivelandosi ancora una volta preziosa per riuscire a recuperare uno svantaggio nel confronti delle avversarie, nuovamente le pari età dell'Austria.

## Statistiche

### Presenze e reti nei club
Statistiche (parziali) aggiornate al 10 maggio 2025.
| Stagione          | Squadra           | Campionato        | Campionato | Campionato | Coppe nazionali | Coppe nazionali | Coppe nazionali | Coppe continentali | Coppe continentali | Coppe continentali | Altre coppe | Altre coppe | Altre coppe | Totale | Totale |
| Stagione          | Squadra           | Comp              | Pres       | Reti       | Comp            | Pres            | Reti            | Comp               | Pres               | Reti               | Comp        | Pres        | Reti        | Pres   | Reti   |
| ----------------- | ----------------- | ----------------- | ---------- | ---------- | --------------- | --------------- | --------------- | ------------------ | ------------------ | ------------------ | ----------- | ----------- | ----------- | ------ | ------ |
| 2020-2021         | OH Lovanio        | SL                | 21         | 7          | CB              | ?               | ?               |                    | -                  | -                  |             | -           | -           | 21+    | 7+     |
| 2021-2022         | OH Lovanio        | SL                | 26         | 15         | CB              | ?               | ?               |                    | -                  | -                  |             | -           | -           | 26+    | 15+    |
| 2022-2023         | OH Lovanio        | SL                | 30         | 14         | CB              | ?               | ?               |                    | -                  | -                  |             | -           | -           | 30+    | 14+    |
| 2023-2024         | OH Lovanio        | SL                | 28         | 7          | CB              | ?               | ?               |                    | -                  | -                  |             | -           | -           | 28+    | 7+     |
| Totale OH Lovanio | Totale OH Lovanio | Totale OH Lovanio | 105        | 43         |                 | ?               | ?               |                    | -                  | -                  |             | -           | -           | 105+   | 43+    |
| 2024-2025         | Inter             | A                 | 25         | 0          | CI              | 2               | 0               | -                  | -                  | -                  | -           | -           | -           | 27     | 0      |
| Totale carriera   | Totale carriera   | Totale carriera   | 130+       | 43+        | -               | 2+              | 0+              | -                  | .                  | .                  | -           | .           | .           | 130+   | 43+    |

### Cronologia presenze e reti in nazionale
| Cronologia completa delle presenze e delle reti in nazionale ― Belgio | Cronologia completa delle presenze e delle reti in nazionale ― Belgio | Cronologia completa delle presenze e delle reti in nazionale ― Belgio | Cronologia completa delle presenze e delle reti in nazionale ― Belgio | Cronologia completa delle presenze e delle reti in nazionale ― Belgio | Cronologia completa delle presenze e delle reti in nazionale ― Belgio | Cronologia completa delle presenze e delle reti in nazionale ― Belgio | Cronologia completa delle presenze e delle reti in nazionale ― Belgio |
| Data                                                                  | Città                                                                 | In casa                                                               | Risultato                                                             | Ospiti                                                                | Competizione                                                          | Reti                                                                  | Note                                                                  |
| --------------------------------------------------------------------- | --------------------------------------------------------------------- | --------------------------------------------------------------------- | --------------------------------------------------------------------- | --------------------------------------------------------------------- | --------------------------------------------------------------------- | --------------------------------------------------------------------- | --------------------------------------------------------------------- |
| 12-6-2021                                                             | Weidingen                                                             | Lussemburgo                                                           | 0 – 1                                                                 | Belgio                                                                | Amichevole                                                            | -                                                                     | 68’                                                                   |
| 12-11-2022                                                            | Bruxelles                                                             | Belgio                                                                | 7 – 0                                                                 | Slovacchia                                                            | Amichevole                                                            | -                                                                     | 46’                                                                   |
| 7-4-2023                                                              | Elbasan                                                               | Austria                                                               | 3 – 2                                                                 | Belgio                                                                | Amichevole                                                            | -                                                                     | 62’                                                                   |
| 16-2-2023                                                             | Milton Keynes                                                         | Italia                                                                | 1 – 2                                                                 | Belgio                                                                | Arnold Clark Cup 2023                                                 | 1                                                                     | 62’                                                                   |
| 19-2-2023                                                             | Coventry                                                              | Belgio                                                                | 2 – 1                                                                 | Corea del Sud                                                         | Arnold Clark Cup 2023                                                 | -                                                                     | 71’                                                                   |
| 22-2-2023                                                             | Bristol                                                               | Inghilterra                                                           | 6 – 1                                                                 | Belgio                                                                | Arnold Clark Cup 2023                                                 | -                                                                     | 62’                                                                   |
| 22-9-2023                                                             | Heverlee                                                              | Belgio                                                                | 2 – 1                                                                 | Paesi Bassi                                                           | UEFA Women's Nations League 2023-2024 - Fase a gironi                 | 2                                                                     | 76’                                                                   |
| Totale                                                                |                                                                       | Presenze                                                              | 7                                                                     |                                                                       | Reti                                                                  | 2                                                                     |                                                                       |